# Vils (Donau)
Die Vils ist ein rechter Nebenfluss der Donau in Bayern.

## Name
Der Fluss wurde erstmals im Jahr 748 („secus Uilusam“) urkundlich erwähnt. Der Name könnte sich vom germanischen *felu- ableiten, das sowohl „Sumpfwald“ als auch „viel, große Menge“ (im Sinne von „wasserreicher Fluss“) bedeuten kann.

## Verlauf

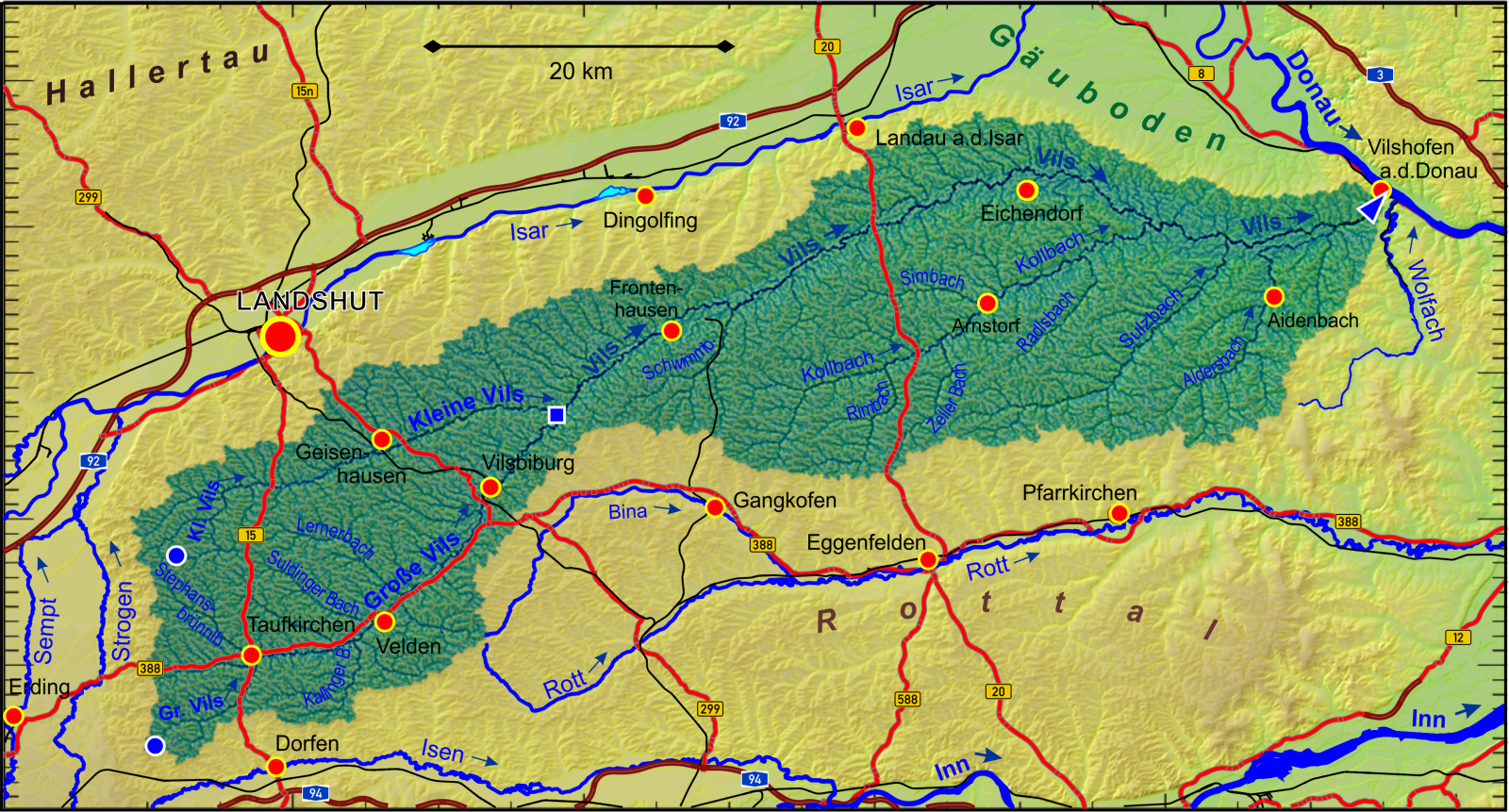
Einzugsgebiet der Vils (Donau)

Die Vils entsteht aus dem Zusammenfluss von Großer und Kleiner Vils. Die  beiden Quellflüsse entspringen in Oberbayern im Landkreis Erding und vereinigen sich 700 Meter südlich von Gerzen, auf dem Gebiet der Gemeinde Schalkham, nahe dem Ortsteil Wörthmühle, wo sich die gleichnamige, letzte Mühle an der Großen Vils befindet.
Die Vils ist 68,62 km lang. Das Tal der Vils ist landwirtschaftlich geprägt, außerdem befinden sich mehrere Wasserkraftwerke am Fluss. Bei Marklkofen fließt sie in einem Naturschutzgebiet durch den Vilstalsee, der auch zur Naherholung dient. Wenige Kilometer danach teilt sie sich in den neuen Vilskanal und die Altvils auf, die sich im weiteren Verlauf mehrfach wieder vereinen und teilen. Ihr größter Zufluss ist die bei Kröhstorf mündende Kollbach. Bei Vilshofen mündet der Fluss bei Stromkilometer 2248,7 schließlich in die Donau.

## Weitere Fotos

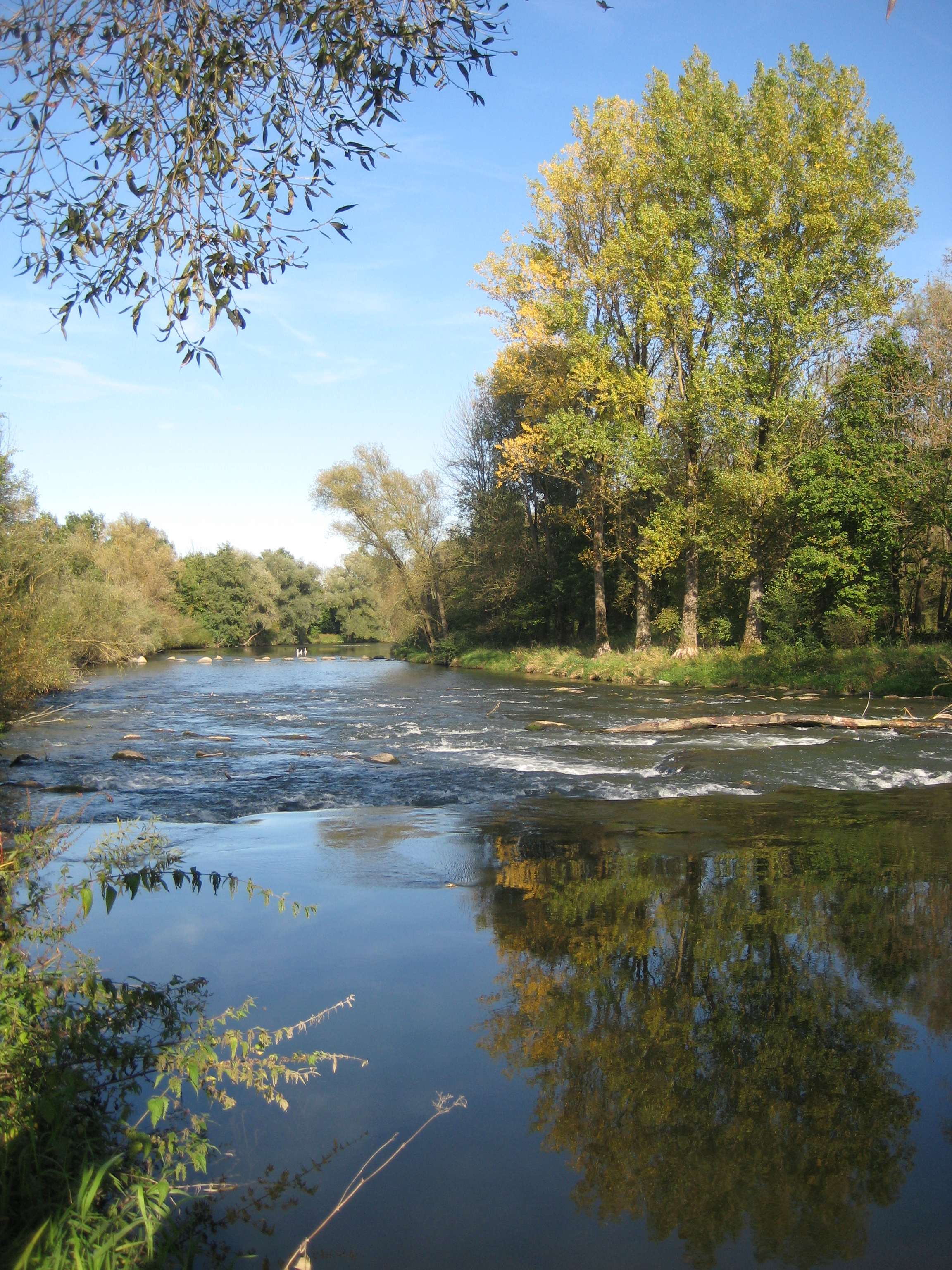
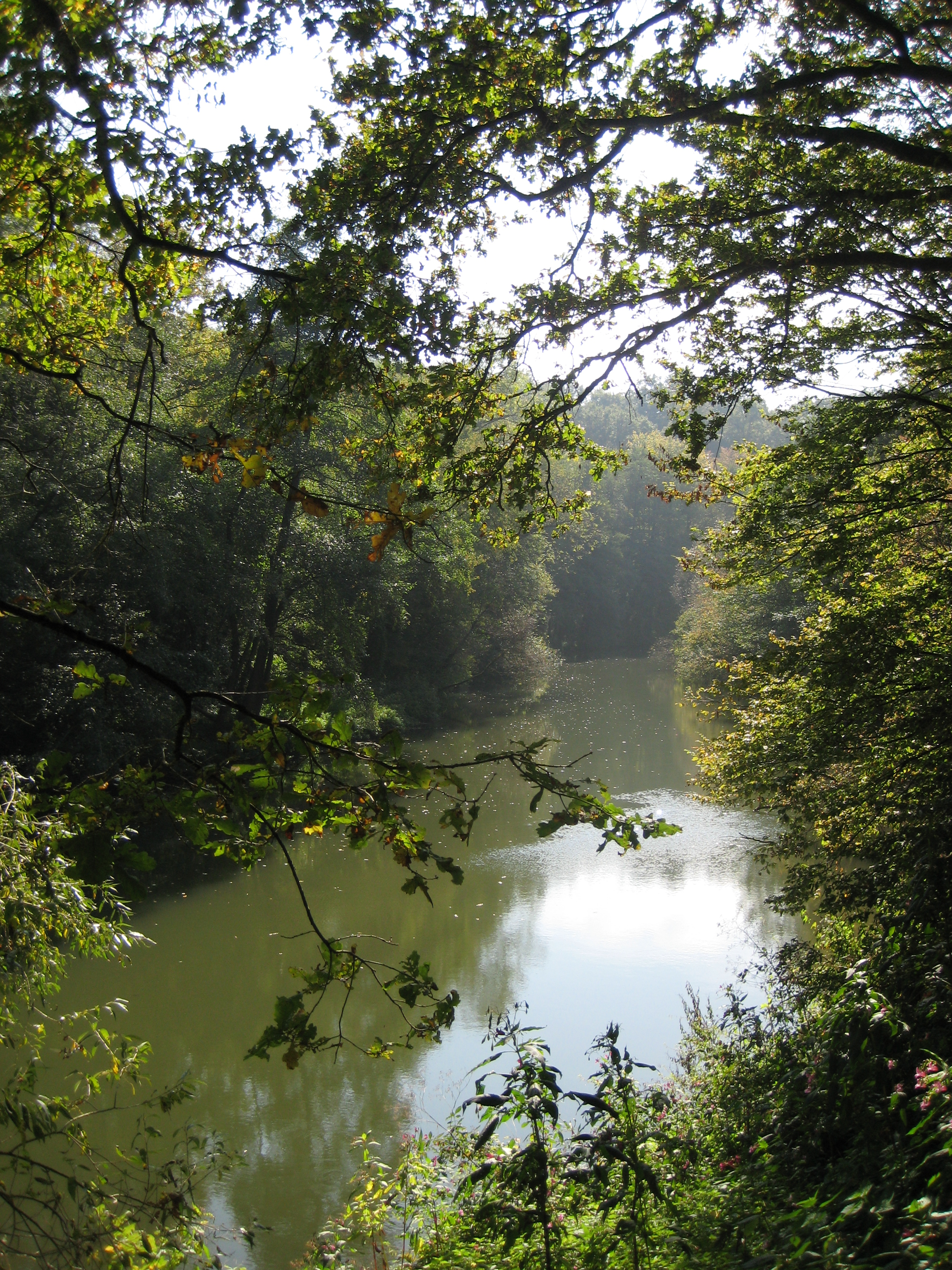
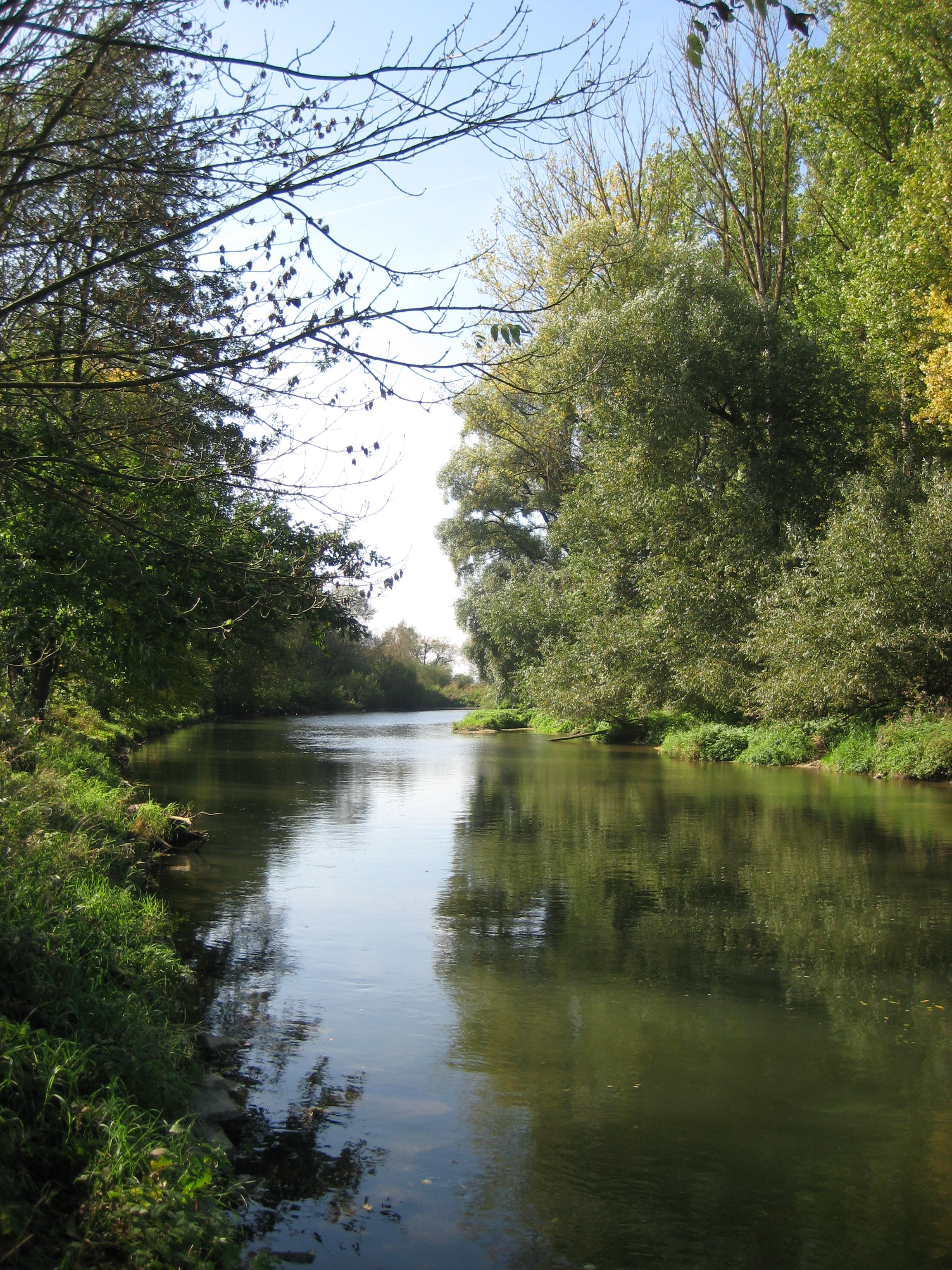
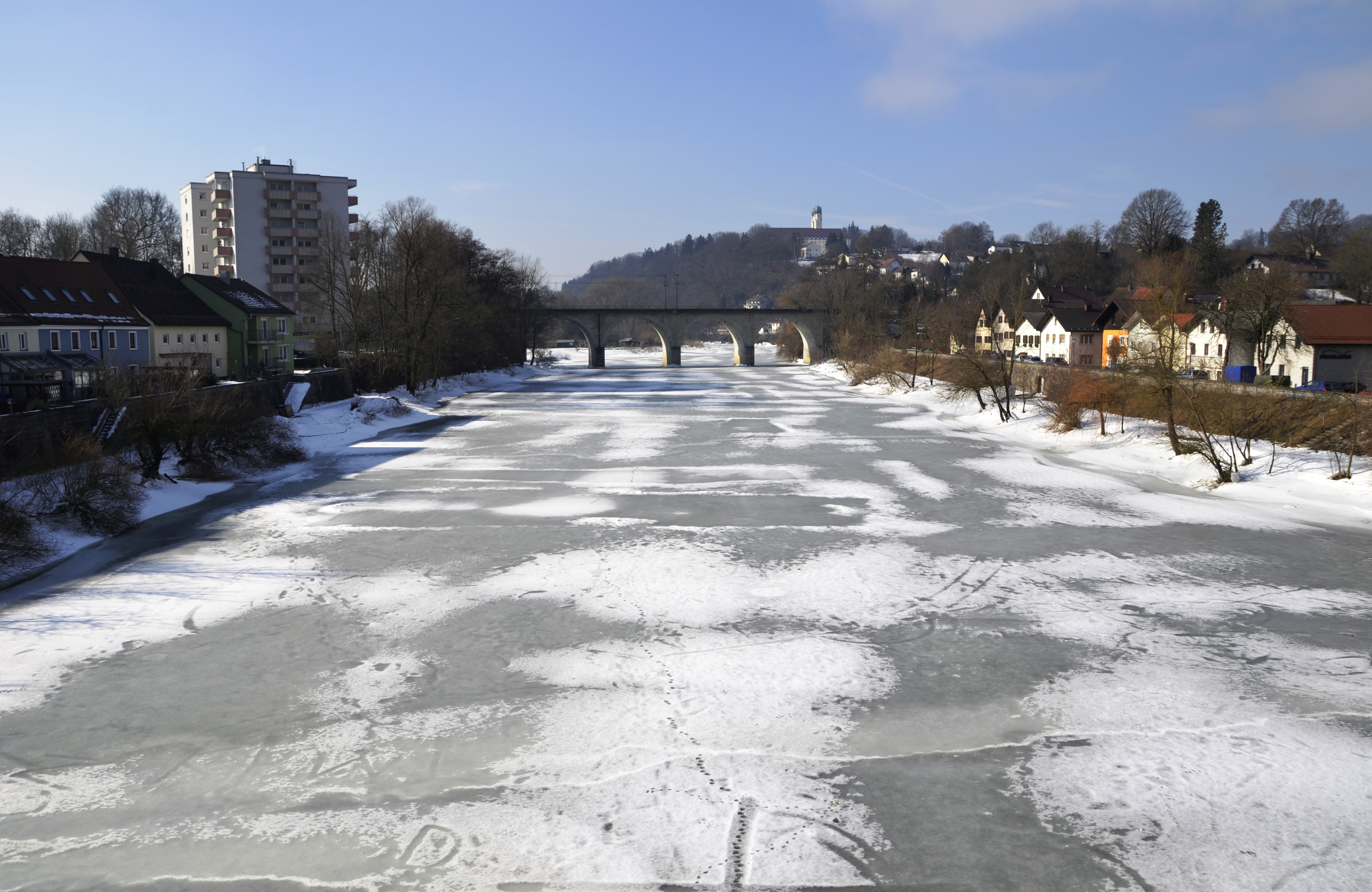

## Die größten Zuflüsse
| Linke Zuflüsse | Rechte Zuflüsse |
| - Paradiesbach (Gerzen) - Sommeraubach (Sommerau) - Erlinger Bach (Aham) - Abensbach (Guntendorf) - Grundlbach (Winzersdorf) - Oberwindener Bach (Winzersdorf) - Gruber Bach (Loitersdorf) - Zitterbach (Vilstalsee) - Erletgraben (Einstorf) - Gainstorfer Graben (Gainstorf) - Müllerlohegraben (Grafenmühl) | - Schwimmbach (Vilstalsee) - Dingdorfer Bach (Eschbaum) - Reisbach (Reisbach) - Hötzendorfer Graben (Hötzendorf) - Siegersbach (Oberhausen) - Etzenbach (Aufhausen) - Petzenbach (Dornach) - Kollbach (Kröhstorf) - Sulzbach (Freundorf) - Aldersbach (Aldersbach) - Aunkirchner Bach (Aunkirchen) |
| In Klammern der Ort der Mündung in die Vils. | |

Eine umfassendere Aufstellung, die auch kleine Zuflüsse enthält, findet sich in der Liste von Zuflüssen der Vils.